# Batman contre le fantôme masqué
Pour plus de détails, voir Fiche technique et Distribution.
Batman contre le Fantôme Masqué (Batman: Mask of the Phantasm), ou Batman: Le Masque du Phantasme au Québec, est un film d'animation américain réalisé par Eric Radomski et Bruce Timm, sorti en 1993. Il est scénarisé par Alan Burnett et Paul Dini, et produit par la Warner Bros. C'est un film dérivé de la série télévisée Batman, la série animée.

## Synopsis
Plusieurs chefs de la pègre locale sont décédés à la suite d'attentats perpétrés par une silhouette fantomatique qui rôde à Gotham City. Alors que les autorités de la ville accusent Batman de ces meurtres, Bruce Wayne doit affronter son passé émotionnel quand son ex-fiancée, Andréa Beaumont, revient d'Europe.

## Fiche technique
- Titre original : Batman: Mask of the Phantasm
- Titre français : Batman contre le fantôme masqué
- Titre québécois : Batman: Le Masque du Phantasme[1]
- Réalisation : Eric Radomski et Bruce Timm
- Scénario : Alan Burnett, Paul Dini, Martin Pasko et Michael Reaves, d'après une histoire d'Alan Burnett
- Musique : Shirley Walker
- Production : Alan Burnett et Benjamin Melniker
  - Coproduction : Eric Radomski et Bruce Timm
  - Production déléguée : Tom Ruegger et Michael E. Uslan
  - Production de l'animation : Norio Fukuda, Myung-Ok Jeun, Ki-Soo Seo et Jung-Bum Youn
- Sociétés de production : Warner Bros. Animation et Warner Bros. Family Entertainment
- Société de distribution : Warner Home Video
- Pays de production :  États-Unis
- Langue originale : anglais
- Budget : 6 000 000 $
- Genre : animation, super-héros
- Durée : 78 minutes
- Dates de sortie[2] : 
  - États-Unis : 25 décembre 1993
  - France : 1er août 1994 (sortie en VHS)

## Distribution
- Kevin Conroy (VF : Richard Darbois ; VQ : Éric Gaudry) : Bruce Wayne / Batman
- Dana Delany (VF : Régine Teyssot ; VQ : Claudie Verdant) : Andrea Beaumont (en)
- Efrem Zimbalist Jr. (VF : Jacques Ciron ; VQ : Hubert Gagnon) : Alfred Pennyworth
- Bob Hastings (VF : Jean-Claude Sachot ; VQ : Claude Préfontaine) : le commissaire James » Jim « Gordon
- Mark Hamill (VF : Pierre Hatet ; VQ : Gilbert Lachance) : Jack Napier / le Joker
- Robert Costanzo (VF : Gilbert Lévy / Michel Tugot-Doris (jeune) ; VQ : Benoît Rousseau / Pierre Auger : l'inspecteur Harvey Bullock
- Hart Bochner (VF : Pierre-François Pistorio ; VQ : Benoît Rousseau) : Arthur Reeves
- John P. Ryan (VF : Jean-Jacques Nervest) : Buzz Bronski
- Abe Vigoda (VF : Jean-François Aupied ; VQ : André Montmorency) : Salvatore Valestra
- Dick Miller (VF : Gilbert Lévy ; VQ : Yves Corbeil) : Chuckie Sol
- Stacy Keach (VF : Claude Giraud / Olivier Proust ; VQ : Vincent Davy) : Carl Beaumont / le fantôme masqué
- Arleen Sorkin (VF : Barbara Delsol) : Mme Bambi
- N/C (VF : Michel Tugot-Doris) : Palmer, Charlie et le vendeur à la sauvette
- Jeff Bennett (VF : Michel Tugot-Doris) : officier de police
- N/C (VF : Olivier Proust) : homme de Bronski 1 et braqueur 1
- Peter Renday (VF : Olivier Proust ; VQ : Victor Désy : le medecin
- Ed Gilbert (VF : Gilbert Lévy ; VQ : Yves Corbeil) : homme de Bronski 2
- N/C (VF : Jean-Jacques Nervest ; VQ : Pierre Auger) : braqueur 2
- Neil Ross (VF : Jean-Jacques Nervest) : le motard à la chaîne
- N/C (VF : Maïté Monceau ; VQ : Natalie Hamel-Roy) : invitée blonde
- Vernee Watson-Johnson : invitée noire
- N/C (VF : Anne Ludovik ; VQ : Lisette Dufour) : l'ex de Bruce
- Pat Musick (VF : Maïté Monceau ; VQ : Violette Chauveau) : annonceuse de l'exposition
- N/C (VQ : Lisette Dufour) : Virginia
- Jeff Bennett (VF : Olivier Proust ; VQ : Pierre Auger) : le motard à la batte
- Ed Gilbert (VF : Olivier Proust (notamment) ; VQ : Claude Préfontaine) : Dispatching
- N/C (VF : Anne Ludovik) : la standardiste de l'hôpital
- N/C (VF : Éric Missoffe ; VQ : Pierre Auger) : le dragueur du yacht
- VO : Jane Downs, Pat Musick, Vernee Watson-Johnson, Ed Gilbert, Peter Renday, Jeff Bennett, Charles Howarton, Thom Pinto, Marilu Henner et Neil Ross : voix additionnelles
- VF : Michel Tugot-Doris, Jean-Jacques Nervest, Gilbert Lévy et Olivier Proust : voix additionnelles

Sources vers le bas V.F. : Planète Jeunesse, Allodoublage et RS Doublage

## Bande originale
La musique du film est composée par Shirley Walker. Siedah Garrett et Glen Ballard ont par ailleurs écrit la chanson du générique I Never Even Told You interprétée par Tia Carrere. L'album est édité par Reprise Records en 1993.On peut d’ailleurs entendre très nettement « Hachi Pop Corn » au début de la chanson.
En 2009, La-La Land Records commercialise, en édition limitée à 3 000 copies, un album contenant la bande originale remastérisée avec des versions rallongées (Expanded) et des titres inédits.
| 1.  | Main Title                                         | 1:35 |
| 2.  | The Promise                                        | 0:46 |
| 3.  | Ski Mask Vigilante                                 | 3:06 |
| 4.  | Phantasm's Graveyard Murder                        | 3:43 |
| 5.  | First Love                                         | 1:35 |
| 6.  | The Big Chase                                      | 5:32 |
| 7.  | A Plea for Help                                    | 1:55 |
| 8.  | The Birth of Batman                                | 4:17 |
| 9.  | Phantasm and Joker Fight                           | 4:05 |
| 10. | Batman's Destiny                                   | 3:50 |
| 11. | I Never Even Told You (interprété par Tia Carrere) | 4:20 |

| 1.  | Main Title: Batman: Mask of the Phantasm (Expanded)                                   | 5:01 |
| 2.  | The Promise (Expanded)                                                                | 1:25 |
| 3.  | Ski Mask Vigilante (Expanded)                                                         | 4:28 |
| 4.  | Fancy Footwork                                                                        | 0:40 |
| 5.  | Phantasm's Graveyard Murder (inédit)                                                  | 3:52 |
| 6.  | Bad News / Set Trap / May They Rest in Peace (inédit)                                 | 1:51 |
| 7.  | First Love                                                                            | 1:50 |
| 8.  | City Street Drive / Sal Velestra / Good Samaritan (inédit)                            | 2:16 |
| 9.  | Birth of Batman (Expanded)                                                            | 4:05 |
| 10. | The Joker's Big Entrance (inédit)                                                     | 3:02 |
| 11. | The Big Chase                                                                         | 5:40 |
| 12. | Nowhere to Run (inédit)                                                               | 2:01 |
| 13. | A Plea for Help                                                                       | 1:01 |
| 14. | A Tall Man / Arturo and his Pal / Makes You Want to Laugh / What's So Funny? (inédit) | 4:04 |
| 15. | Andrea Remembers / True Identity (inédit)                                             | 3:18 |
| 16. | Phantasm and Joker Fight (Expanded)                                                   | 6:01 |
| 17. | Batman's Destiny                                                                      | 1:46 |
| 18. | I Never Even Told You (interprété par Tia Carrere)                                    | 4:23 |
| 19. | Theme from Batman: Mask of the Phantasm (titre bonus)                                 | 2:06 |
| 20. | Welcome to the Future! (titre bonus)                                                  | 1:01 |

## Accueil et box-office
Le film fut très bien accueilli, et a reçu 81 % de critiques positives sur le site Rotten Tomatoes. Les critiques ont salué le style de l'animation, les dialogues, et les voix, et certains suggérèrent même que ce film d'animation avait une meilleure histoire que les films Batman et Batman, le défi de Tim Burton. Les critiques Roger Ebert et Gene Siskel exprimeront d'ailleurs leur regret de n'avoir vu le film que lors de sa sortie vidéo.
En revanche, le film n'a totalisé que 5 617 391 $ de recettes lors de sa sortie en salle aux États-Unis, manquant de rentabiliser son budget de 6 millions de dollars. Ce mauvais score est attribué à une campagne de promotion trop tardive. Le film aura toutefois une seconde vie en cumulant d'excellentes ventes en vidéo, aux États-Unis comme dans d'autres pays, notamment en France, où il n'est pas sorti en salles.

## Sorties vidéo
Le film sort d'abord en VHS en 1994, d'abord aux États-Unis puis dans le reste du monde. La VHS est rééditée en 1998.
Le film sort ensuite en DVD simple, aux États-Unis uniquement, avec le doublage québécois. Dans le même pays, un Blu-ray est sorti le 25 juillet 2017, ne proposant cette fois aucun doublage ou sous-titres français. 
Une sortie DVD en France fut longtemps évoquée, avec comme date février 2006. Cette sortie est reportée au 4 février 2009 puis annulée. Le film est toutefois disponible sur plusieurs services de VOD, notamment en HD Sur iTunes depuis le 25 juillet 2018. Un Blu-ray est sorti en France le 3 octobre 2018 avec dans un premier temps le doublage québécois. L'erreur a par la suite été corrigée et les acheteurs des premiers exemplaires peuvent obtenir l'envoi de la version française en contactant l'éditeur sur son site Internet. Une version au format physique est également proposée le 5 décembre 2018 en France dans un coffret estampillé « Deluxe » comprenant les films d'animation Batman contre le Fantôme Masqué, Batman et Mr. Freeze : Subzero (1998), ainsi que l'intégrale des séries d'animation Batman de 1992 et 1997. À noter : les éditions étrangères, parues plus tôt, proposent seulement le doublage québécois ou uniquement la VO.
En France, une projection unique est finalement organisée sur grand écran le 4 décembre 2022, à l'initiative de l'association Popsiders, à l'occasion du 30ème anniversaire de la série télévisée Batman, la série animée.